# چرهان
چرهان (به انگلیسی: Charhan) یک منطقهٔ مسکونی در پاکستان است که در ناحیه راولپندی واقع شده‌است. چرهان ۱۱٬۷۹۲ نفر جمعیت دارد.